# Rea Garvey
Rea Garvey   (Tralee, 3 de maig de 1973) és un cantautor, guitarrista i artista solista irlandès. Va ser el fundador de la banda alemanya Reamonn, que es va dissoldre el 2010. A més de la seva carrera en solitari, també treballa com a compositor i cantant amb altres músics.